# 2018년 동계 올림픽 몬테네그로 선수단
2018년 동계 올림픽 몬테네그로 선수단은 대한민국 평창에서 개최되는 2018년 동계 올림픽에 참가하는 올림픽 몬테네그로 선수단이다. 몬테네그로의 동계올림픽 출전은 2010년 이후 이번이 세 번째다.
이번 대회에서 몬테네그로는 총 세 명의 선수가 알파인스키와 크로스컨트리 두 종목에 출전한다.

## 참가 선수
다음은 각 종목별 참가 선수 현황이다.
| 종목         | 남자 | 여자 | 총합 |
| ------------ | ---- | ---- | ---- |
| 알파인스키   | 1    | 1    | 2    |
| 크로스컨트리 | 0    | 1    | 1    |
| 총합         | 1    | 2    | 3    |

### 알파인 스키
몬테네그로는 남녀 한 명씩 총 두 명의 선수 출전권이 부여됐다.

### 크로스컨트리 스키
몬테네그로는 한 명의 여자선수 출전권이 부여됐다. 몬테네그로가 동계올림픽에서 크로스컨트리 종목에 도전하는 것은 이번이 처음이다.
여자
- 마리야 불라토비치